# Championnat du monde d'échecs 2007
Vainqueur
Précédent Suivant
Le championnat du monde d'échecs de 2007 s'est déroulé en septembre 2007 à Mexico, la capitale du Mexique, et a vu la victoire de l'Indien Viswanathan Anand.
Il était organisé par la Fédération internationale des échecs et réunissait le champion du monde d'échecs classique, Vladimir Kramnik, les trois premiers du championnat du monde FIDE 2005 (Viswanathan Anand, Peter Svidler et Alexander Morozevitch), ainsi que quatre joueurs qualifiés via le tournoi des candidats (Levon Aronian, Péter Lékó, Boris Gelfand et Aleksandr Grichtchouk).

## Tableau final
Le tournoi final (équivalent à une catégorie 21) a lieu du 13 au 29 septembre à Mexico. Il s'agit d'un tournoi à deux tours où chaque candidat rencontre deux fois tous les participants (une fois avec les Blancs, une fois avec les Noirs).
Viswanathan Anand remporte le tournoi avec le score de 9 points sur 14 possibles (sans aucune défaite) et devient le nouveau champion du monde, détrônant Vladimir Kramnik.
| Rang  | Joueur                | Nationalité | Points   |
| ----- | --------------------- | ----------- | -------- |
| 1er   | Viswanathan Anand     | Inde        | 9 / 14   |
| 2e-3e | Vladimir Kramnik      | Russie      | 8 / 14   |
| 2e-3e | Boris Guelfand        | Israël      | 8 / 14   |
| 4e    | Péter Lékó            | Hongrie     | 7 / 14   |
| 5e    | Peter Svidler         | Russie      | 6,5 / 14 |
| 6e-7e | Aleksandr Morozevitch | Russie      | 6 / 14   |
| 6e-7e | Levon Aronian         | Arménie     | 6 / 14   |
| 8e    | Aleksandr Grichtchouk | Russie      | 5,5 / 14 |

## Matchs des candidats
Le tournoi des candidats, qualificatif pour ce championnat du monde, avait eu lieu 3 mois auparavant à Elista, capitale de la Kalmoukie (du 27 mai au 13 juin 2007). Seize candidats s'y affrontaient à l'invitation de la FIDE. Les rencontres se déroulaient au meilleur des 6 parties, avec départage éventuel en parties rapides.

### Premier tour
- Levon Aronian bat Magnus Carlsen 7-5
- Péter Lékó bat Mikhaïl Gourevitch 3,5-0,5
- Sergueï Roublevski bat Ruslan Ponomariov 3,5-2,5
- Boris Guelfand bat Rustam Qosimjonov 5,5-3,5
- Gata Kamsky bat Étienne Bacrot 3,5-0,5
- Aleksandr Grichtchouk bat Vladimir Malakhov 3,5-1,5
- Ievgueni Bareïev bat Judit Polgár 3,5-2,5
- Alexeï Chirov bat Michael Adams 5,5-3,5

### Second tour
- Aronian bat Chirov 3,5-2,5
- Lékó bat Bareïev 3,5-1,5
- Grichtchouk bat Roublevski 5,5-3,5
- Gelfand bat Kamsky 3,5-1,5

Levon Aronian, Péter Lékó, Aleksandr Grichtchouk et Boris Gelfand étaient donc qualifiés pour le tableau final de Mexico.

## Déroulement du championnat
Le championnat du monde se déroule du 12 septembre au 1er octobre 2007.
Ronde 1
- Vladimir Kramnik ½ - ½ Peter Svidler
- Alexander Morozevitch ½ - ½ Levon Aronian
- Viswanathan Anand ½ - ½ Boris Gelfand
- Aleksandr Grichtchouk ½ - ½ Péter Lékó

Ronde 2
- Peter Svidler ½ - ½ Péter Lékó
- Boris Gelfand ½ - ½ Aleksandr Grichtchouk
- Levon Aronian 0-1 Viswanathan Anand
- Vladimir Kramnik 1-0 Alexander Morozevitch

Ronde 3
- Alexander Morozevitch 1 - 0 Peter Svidler
- Viswanathan Anand ½ - ½ Vladimir Kramnik
- Aleksandr Grichtchouk ½ - ½ Levon Aronian
- Péter Lékó ½ - ½ Boris Gelfand

Ronde 4
- Peter Svidler ½ - ½ Boris Gelfand
- Levon Aronian 1 - 0 Péter Lékó
- Vladimir Kramnik ½ - ½ Aleksandr Grichtchouk
- Alexander Morozevitch ½ - ½ Viswanathan Anand

Ronde 5
- Viswanathan Anand 1 - 0 Peter Svidler
- Aleksandr Grichtchouk 1 - 0 Alexander Morozevitch
- Péter Lékó ½ - ½ Vladimir Kramnik
- Boris Gelfand 1 - 0 Levon Aronian

Ronde 6
- Aleksandr Grichtchouk ½ - ½ Peter Svidler
- Péter Lékó ½ - ½ Viswanathan Anand
- Boris Gelfand 1 - 0 Alexander Morozevitch
- Levon Aronian ½ - ½ Vladimir Kramnik

Ronde 7
- Peter Svidler ½ - ½ Levon Aronian
- Vladimir Kramnik ½ - ½ Boris Gelfand
- Alexander Morozevitch ½ - ½ Péter Lékó
- Viswanathan Anand 1 - 0 Aleksandr Grichtchouk

Ronde 8
- Peter Svidler ½ - ½ Vladimir Kramnik
- Levon Aronian ½ - ½ Alexander Morozevitch
- Boris Gelfand ½ - ½ Viswanathan Anand
- Péter Lékó 1 - 0 Aleksandr Grichtchouk

Ronde 9
- Péter Lékó ½ - ½ Peter Svidler
- Aleksandr Grichtchouk 1 - 0 Boris Gelfand
- Viswanathan Anand ½ - ½ Levon Aronian
- Alexander Morozevitch 1 - 0 Vladimir Kramnik

Ronde 10
- Peter Svidler ½ - ½ Alexander Morozevitch
- Vladimir Kramnik ½ - ½ Viswanathan Anand
- Levon Aronian 1 - 0 Aleksandr Grichtchouk
- Boris Gelfand ½ - ½ Péter Lékó

Ronde 11
- Boris Gelfand ½ - ½ Peter Svidler
- Péter Lékó ½ - ½ Levon Aronian
- Aleksandr Grichtchouk ½ - ½ Vladimir Kramnik
- Viswanathan Anand 1 - 0 Alexander Morozevitch

Ronde 12
- Peter Svidler ½ - ½ Viswanathan Anand
- Alexander Morozevitch 1 - 0 Aleksandr Grichtchouk
- Vladimir Kramnik 1 - 0 Péter Lékó
- Levon Aronian 0 - 1 Boris Gelfand

Ronde 13
- Levon Aronian ½ - ½ Peter Svidler
- Boris Gelfand ½ - ½ Vladimir Kramnik
- Péter Lékó 1 - 0 Alexander Morozevitch
- Aleksandr Grichtchouk ½ - ½ Viswanathan Anand

Ronde 14
- Viswanathan Anand ½ - ½ Péter Lékó
- Peter Svidler 1 - 0 Aleksandr Grichtchouk
- Vladimir Kramnik 1 - 0 Levon Aronian
- Alexander Morozevitch ½ - ½ Boris Gelfand